# راشيل وأماندا بيس
راشيل وأماندا بيس ممثلتين أمريكيتين توأم ولدتا في 6 أكتوبر 2000 في بريا، كاليفورنيا، الولايات المتحدة بدأتا مشوارهما الفني في عام 2003 وكانتا آنذاك بعمر 3 سنوات .